# Josceline Percy (1784–1856)
El Honorable Josceline Percy (29 de enero de 1784 - 19 de octubre de 1856) fue un oficial de la Marina Real y un político que sirvió como comandante en jefe del Mar del Norte.

## Familia
Percy fue el sexto hijo varón de Algernon Percy, II barón Lovaine, e Isabella Susannah Burrell.
Su abuelo paterno era Hugh Percy, I duque de Northumberland, y su abuelo materno era Peter Burrell, a través del cual era sobrino de Peter Burrell, I barón de Gwydyr. Sus hermanos menores eran Henry Percy  y William Henry Percy.

## Biografía
Nació junto a su hermano mellizo, Hugh (1784 - 1856). Empezó su servicio naval en febrero de 1797, en el HMS Sans Pareil, a las órdenes de Hugh Seymour.. Entre 1801 a 1803, sirvió en mar Mediterráneo a bordo del HMS Amphion; siendo trasladado por motivos bélicos al HMS Victory, junto a Nelson y Hardy.  En agosto de 1803, pasó a ser lugarteniente en funciones en el HMS From, bajo el mando del capitán John Gore; fue confirmado en el cargo 3l 5 de octubre de 1804, tras su participación en el rapto del tesoro de los españoles el 30 de abril.
Antes de 1806, se trasladó al HMS Diadem bajo el mando de Home Riggs Popoham; gracias a su participación en la captura de la Ciudad del Cabo, fue promovido como capitán independiente del HMS Epoir el 13 de enero de 1806.  Para enviarlo a ese barco, le trasladaron el barco alemán Bato hasta Simon's Town, pero viendo el Bato detruido el HMS Epoir de retorno al Inglaterra, tuvo que volver al HMS Diadem. Se puso bajo su mando la fragata Volontaire capturada el 4 de marzo, con intención de llevarla a Santa Elena y de allí a Inglaterra.  A su llegada, se identificó como tory y pasó a ser miembro del parlamento por Bere Alston gracias a su padre; mantuvo su puesto hasta 1820.
Colaboró en la ocupación de Madeira por Sir Samuel Hood en 1807 comandanado el HMS Comus. En 1808, el convenio de Sintra exigió el regreso de las tropas francesas a su país, por lo que Josceline transportó al general Junot de Portugal a La Rochelle en el HMS Nymphe.  Comandó la fragata HMS Hotspur a lo largo de la costa de France, y más tarde la costa oriental sudamericana entre 1810 y 1815, cuando regresó a Inglaterra.
Fue nombrado miembro de la Orden del Baño el 26 de septiembre de 1831, durante la coronación de Guillermo IV.El 23 de noviembre de 1841, fue nombrando contralmirante y comandante en jede en la estación del Cabo de Buena Esperanza, cargo que ocupó hasta 1846.); el 29 de abril de 1851, fue ascendido a vicealmirante y comandante en jefe del Mar del Norte, cargo que ocupó hasta 1854.

## Matrimonio y descendencia
El 9 de diciembre de 1820, se casó con Elizabeth Walhouse (m. 13 de diciembre de 1875), hija de Moreton Walhouse y hermana de Lord Hatherton. Tuvieron un hijo, Alan, muerto prematuramente (1825-1845), y tres hijas:
- Sophia Louisa Percy (Hatherton, 24 de diciembre de 1821 - 7 de noviembre de 1908), autora deLinks with the Past (1901) (texto). El 7 de julio de 1846, se casó con el coronel Charles Bagot (20 de mayo de 1806 - 25 de febrero de 1881), miembro de una prominente familia aristocrática. Tuvo cuatro hijos, incluyendo al menor, Richard Bagot (1860–1921),[4]  y Alice Mary Bagot (m. 1922). Los actuales Bagots descienden, por línea femenina, de su primogénito, Josceline.
- Emily Percy (12 de septiembre de 1826 – 17 de diciembre de 1919), casada el 17 de julio de 1852, con Sir Charles Lawrence (m. 2 de noviembre de 1912). Tuvo una hija.[5]
- Charlotte Alice Percy (17 de julio de 1831 – 26 de mayor de 1916), casada en 1858 con su primo Edward Percy Thompson (1837 – de octubre de 1879), hijo de Ellen Percy a través del obispo Hugh Percy, mellizo de Josceline. Tuvo dos hijos y tres hijas.[6]  Su hija mayor, Grace Anne Thompson (m. 1960), se casó en 1892 con su primo segundo, el capitán Josceline Hugh Percy (1856–1910), hijo menor del reverendo de Henry Percy, a su vez segundo hijo del reverendo Hugh. Tuvieron dos hijos y dos hijas.[6]